# Akihiro Nishimura
Akihiro Nishimura (født 8. august 1958) er en japansk fodboldspiller.

## Japans fodboldlandshold
| Japans landshold | Japans landshold | Japans landshold |
| År               | Kmp              | Mål              |
| ---------------- | ---------------- | ---------------- |
| 1980             | 1                | 0                |
| 1981             | 13               | 0                |
| 1982             | 2                | 0                |
| 1983             | 10               | 0                |
| 1984             | 1                | 0                |
| 1985             | 8                | 2                |
| 1986             | 5                | 0                |
| 1987             | 8                | 0                |
| 1988             | 1                | 0                |
| Total            | 49               | 2                |